# Ню-Олесунн (аэропорт)
Аэропорт Ню-Олесунн (норв. Ny-Ålesund lufthavn, Hamnerabben/Broggerhalvoya), известный также, как аэродром Хамнераббен — аэропорт, обслуживающий полярный архипелаг Шпицберген, располагающийся в населённом пункте Ню-Олесунн. Аэропорт является собственностью правительства Норвегии. Эксплуатантом аэропорта является норвежская угольно-добывающая компания «Kings Bay».
Аэропорт принимает только чартерные рейсы «Lufttransport» из Лонгйира. Причём для посадки в самолёт, следующий в Ню-Олесунн, помимо билета необходимо получить разрешение от компании «Kings Bay», которое не всегда выдается туристам.
Изначально, Ню-Олесунн было горнодобывающей коммуной, однако в 1962 году шахта была закрыта. С тех пор посёлок стал крупнейшим центром исследований Арктики. Поддержку инфраструктуре посёлка оказала угледобывающая компания «Kings Bay». Построенный в 1978 году, аэропорт в основном обслуживает научных сотрудников Ню-Олесунна.